# Tome VI: Live 77
Tome VI: Live 77 is een livealbum van Ange.
Het album is een gedeeltelijke registratie van een tweetal concerten die Ange gaf op 25 en 26 mei 1977 in Palais des Sports in Parijs. Die concerten waren een onderdeel van de tournee om Par les fils de mandrin te promoten. Van dat album verscheen alleen Hymne à la vie op Tome VI. Vanwege de beperkte speelduur van de elpee werden de andere onderdelen weggelaten bij deze uitgave. In 2003 verscheen Par les fils de mandrin millésimé 77 met de gehele weergave van het album Par les fils de mandrin.
Het album bevat in Le chien, la poubelle et la rose een niet eerder verschenen track (titre inédit) van Ange, het verscheen nooit op een studioalbum van Ange. 

## Musici
- Christian Décamps – zang, toetsinstrumenten
- Jean-Michel Brézovar – gitaar, zang
- Daniel Haas – basgitaar, zang
- Francis Décamps – toetsinstrumenten, zang
- Jean-Pierre Guichart – slagwerk, percussie

## Muziek
| Nr. | Titel                            | Duur  |
| --- | -------------------------------- | ----- |
| 1.  | Fils de lumiere                  | 4:35  |
| 2.  | Les longues nuits d’Isaac        | 4:29  |
| 3.  | Ballade pour une orgie           | 4:40  |
| 4.  | Ode a Émile                      | 3:47  |
| 5.  | Dignité                          | 15:53 |
| 6.  | Le chien, la poubelle et la rose | 13:14 |
| 7.  | Sur la trace des fées            | 5:12  |
| 8.  | Hymne à la vie - Cantique        | 5:24  |
| 9.  | Hymne à la vie - Procession      | 5:24  |
| 10. | Hymne à la vie - Hymne           | 3:02  |
| 11. | Ces gens-là                      | 6:02  |

Ces gens-là is Anges weergave van het gelijknamige lied van Jacques Brel. 